# Soela (plaats)
Soela is een plaats in de Estlandse gemeente Saaremaa, provincie Saaremaa. De plaats heeft de status van dorp (Estisch: küla) en telt 21 inwoners (2021).
De plaats viel tot in oktober 2017 onder de gemeente Leisi. In die maand werd Leisi bij de fusiegemeente Saaremaa gevoegd.
Soela ligt aan de noordkust van het eiland Saaremaa en heeft een haven. De zeestraat tussen de eilanden Saaremaa en Hiiumaa heet Straat van Soela (Estisch: Soela väin).